# Pomnik Katyński w Londynie
Pomnik Katyński w Londynie (ang. Katyn Memorial in London) – pierwszy w Europie Zachodniej pomnik upamiętniający polskich jeńców wojennych zamordowanych wiosną 1940 przez radziecką policję polityczną NKWD, ofiary zbrodni katyńskiej, znajdujący się na cmentarzu Gunnersbury w Londynie, odsłonięty 18 września 1976.
Prezydent RP na Uchodźstwie Stanisław Ostrowski „w hołdzie ofierze życia Żołnierzy Polskich, zamordowanych w 1940 roku w Związku Sowieckich Republik”, zarządzeniem z 11 listopada 1976 udekorował Srebrnym Krzyżem Orderu Wojennego Virtuti Militari Pomnik Katyń w Londynie.

## Forma pomnika
Monument ma formę obelisku z czarnego granitu o wysokości 6,5 metra. W górnej części obelisku znajduje się stylizowany wizerunek herbu Polski otoczony wieńcem z drutu kolczastego oraz napis KATYN i data: 1940.
Na bazie obelisku umieszczono dwie inskrypcje, pierwszą w języku polskim, drugą w języku angielskim. W górnej części bazy znajduje się napis w języku polskim a poniżej umieszczono napis w języku angielskim:

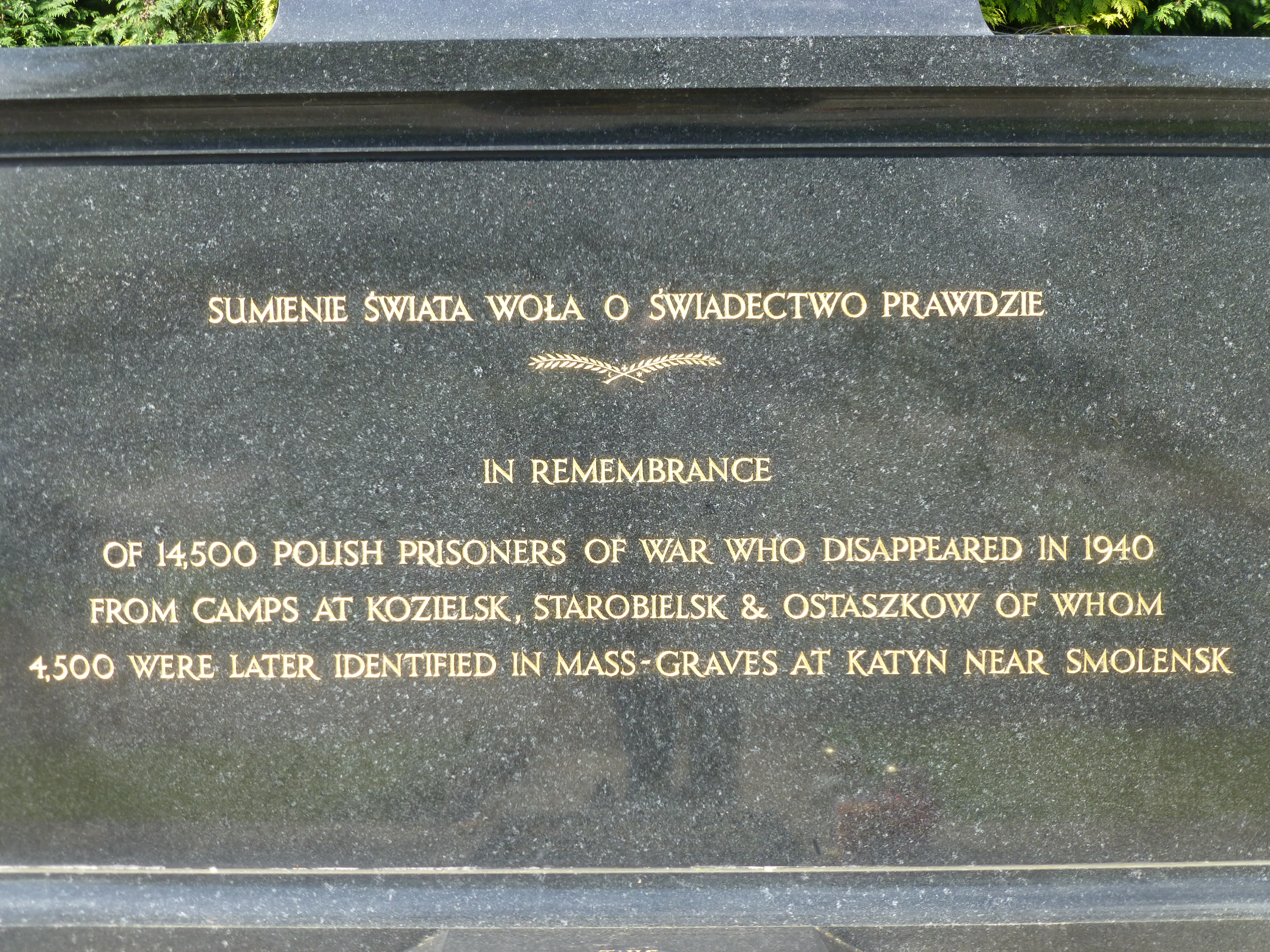

(„Pamięci 14 500 polskich jeńców wojennych, którzy w 1940 zniknęli z obozów w Kozielsku, Starobielsku i Ostaszkowie, z czego 4500 zidentyfikowano później w masowych grobach w Katyniu w pobliżu Smoleńska”.)

## Historia

### Fundusz Budowy Pomnika Katyńskiego
W październiku 1971 w Londynie ukonstytuowało się angielsko-polskie stowarzyszenie o nazwie Fundusz Budowy Pomnika Katyńskiego (ang. Katyn Memorial Fund), na którego czele stanął lord Barnby, deputowany do brytyjskiej Izby Lordów. W skład Komitetu weszli m.in. lord St. Oswald, posłowie do Izby Gmin – Airey Neave i Toby Jessel – oraz brytyjski pisarz Louis FitzGibbon, autor książek o Katyniu, który objął funkcję honorowego sekretarza i opracował projekt pomnika wraz z hrabią Stefanem Zamoyskim. Członkami komitetu honorowego budowy pomnika zostali m.in. gen. Roy Butcher, płk Tufton Beamish, lord Monckton of Branchley, markiz Salisbury, hrabia Arran, sir George Sinclair oraz deputowany do Izby Gmin Winston Churchill, wnuk brytyjskiego premiera Winstona Churchilla. Początkowo Komitet planował postawić pomnik na jednym z eksponowanych placów miasta, lecz wskutek utrudnień administracyjnych i oporu władz lokalnych planu tego nie udało się zrealizować. W końcu, aby uniknąć opóźnień, przyjęto propozycję lokalizacji pomnika na cmentarzu Gunnersbury, gdzie pochowano wielu Polaków, m.in. gen. Tadeusza Komorowskiego „Bora”.

### Zainteresowanie Polonii i zaniepokojenie władz ZSRR
Projekt budowy pomnika wzbudził duże zainteresowanie Polonii wielu krajów świata (Europa Zachodnia, Stany Zjednoczone, Afryka Południowa, Ameryka Południowa) i zaniepokojenie władz Związku Radzieckiego. Radziecki ambasador w Wielkiej Brytanii Władimir Siemionow ostro zaprotestował przeciwko projektowi i napisał do burmistrza londyńskich dzielnic Kensington i Chelsea list, w którym zażądał, aby ten nie dopuścił do wzniesienia monumentu. Przedstawiciele władz radzieckich oświadczyli, że uczynią wszystko, by temu zapobiec. Przeciwko projektowi budowy pomnika protestował również radziecki wiceminister spraw zagranicznych Siemion Pawłowicz Kozyriew. W sprawie protestów dyplomatycznych dotyczących pomnika kierowanych do władz Wielkiej Brytanii dwukrotnie, w 1972 i 1973, podejmowało uchwały Biuro Polityczne KC Komunistycznej Partii Związku Radzieckiego z udziałem m.in. Leonida Breżniewa, Aleksieja Kosygina, Andrieja Gromyki, Michaiła Susłowa i Jurija Andropowa.

### Wydarzenia poprzedzające odsłonięcie pomnika
Niemiecki autor Franz Kadell pisze, że w tym okresie najwięksi zwolennicy budowy pomnika zaczęli otrzymywać telefony z pogróżkami. Jedną z takich osób był Louis FitzGibbon, którego żona została pobita przez nieznanych sprawców w czasie podróży do Francji i doznała trwałych obrażeń. Żonę innego zwolennika budowy pomnika, biznesmena o polsko-niemieckich korzeniach, która również otrzymywała telefony z pogróżkami, otruto w niewyjaśnionych okolicznościach, a badanie sądowo-lekarskie wykazało w jej ciele obecność „alkoholu w połączeniu z nieznaną trucizną”. Franz Kadell podaje, że zarówno FitzGibbon, jak i mąż zamordowanej kobiety łączyli te wydarzenia ze swoją działalnością na rzecz budowy pomnika.

### Rozpoczęcie budowy i ceremonia odsłonięcia
1 lipca 1976 na cmentarzu Gunnersbury uroczyście wmurowano kamień węgielny pod budowę pomnika. Mimo kolejnych protestów Władimira Siemionowa, ambasadora ZSRR w Wielkiej Brytanii, który nazwał monument „prowokacją”, w dniu 18 września 1976 nastąpiło odsłonięcie obelisku. W uroczystości wzięło udział około 8000 osób, w tym przedstawiciele brytyjskiego życia publicznego i goście zagraniczni. Pomnik odsłoniła Maria Chełmecka, wdowa po Tadeuszu Chełmeckim, komisarzu Straży Granicznej zamordowanym w Twerze. Ceremonii poświęcenia dokonał biskup rzymskokatolicki Władysław Rubin w asyście zwierzchnika polskiego Kościoła prawosławnego, biskupa Mateusza Siemaszki, i zwierzchnika Kościoła ewangelicko-augsburskiego, biskupa Władysława Fierli, oraz dr. S. Frisnera, prezesa Związku Kombatantów Żydowskich. Przemówienia wygłosili lord Barnby, lord St. Oswald i prezydent RP na uchodźstwie Stanisław Ostrowski, a wieniec pod pomnikiem złożył deputowany do Izby Gmin Winston Churchill.
W ceremonii, podczas której odegrano hymn Polski, hymn Wielkiej Brytanii i fanfary z utworu Andrzeja Panufnika Sinfonia Sacra, wzięli udział przedstawiciele ambasad Stanów Zjednoczonych, Boliwii, Kolumbii, Liberii, Brazylii i Urugwaju, lecz nie uczestniczyli w niej zaproszeni przedstawiciele ambasad krajów zachodnioeuropejskich i labourzystowskiego rządu premiera Jamesa Callaghana, który nie wyraził zgody na udział brytyjskiej asysty wojskowej.
To stanowisko władz Wielkiej Brytanii spotkało się z krytyką większości prasy angielskiej (m.in. dziennika „The Times”). We wrześniu 1976 odbyła się na ten temat debata w Izbie Gmin, podczas której posłowie z konserwatywnej opozycji zaprotestowali przeciwko decyzji rządu. Wyrazili oni swoje oburzenie również na forum parlamentarnego zgromadzenia Rady Europy. W sprawie tej zabierały głos także inne znane osobistości. Sir John Slessor, marszałek Royal Air Force, stwierdził, że rząd brytyjski okazał w tej sprawie „wyjątkowo złe maniery i tchórzliwą niewdzięczność”.
Mimo stanowiska władz brytyjskich w ceremonii odsłonięcia pomnika uczestniczył jeden Szkot w pełnym umundurowaniu wojskowym, który zlekceważył polecenie swojego rządu. Władze brytyjskie nie wyciągnęły wobec niego konsekwencji, nie chcąc nadawać sprawie jeszcze większego rozgłosu.

## Uroczystości
Pod Pomnikiem Katyńskim w Londynie corocznie odbywają się uroczystości upamiętniające ofiary zbrodni katyńskiej. Rząd brytyjski zaczął delegować na nie swoich przedstawicieli i asystę wojskową w 1979, kiedy premierem Wielkiej Brytanii została Margaret Thatcher. Do 1990, gdy władze radzieckie oficjalnie uznały swoją odpowiedzialność za zbrodnię katyńską, wywoływało to negatywne reakcje władz ZSRR.
10 kwietnia 2010 i 11 kwietnia 2011 pod pomnikiem upamiętniono ofiary katastrofy polskiego Tu-154M w Smoleńsku.